# Yoshi (игра)
Yoshi (Yossy (яп. ヨッシ Ёсси)), также выходившая в PAL-регионах под названием Mario & Yoshi — видеоигра-головоломка, разработанная Game Freak и изданная Nintendo. Она была выпущена для платформ NES и Game Boy. Обе версии были выпущены одновременно в Японии 14 декабря 1991 года, а во всех остальных регионах — в следующем году.
В игре Yoshi перед игроком стоит задача убрать монстров с игрового поля на экране. Монстры падают с верхней части экрана, выстраиваясь в вертикальные стопки; игрок должен не допустить того, чтобы стопка выросла слишком высоко и вышла за пределы игрового поля. Для этого игрок меняет местами и перемещает стопки таким образом, чтобы падающие монстры сталкивались с такими же монстрами, расположенными на вершине стопки, в результате чего они будут удалены из игры. В Yoshi есть как режим одиночной игры, ориентированный на подсчёт очков, так и соревновательный режим для двух игроков.

## Игровой процесс

Игровое поле разделено на четыре колонки, в которых блоки падают сверху вниз

Yoshi — игра с падающими блоками, в которой игроку предоставляется игровое поле, разделённое на четыре колонки. Задача состоит в том, чтобы соединить скорлупки яиц Йоши, вылупить их и не дать четырём стопкам, которые образуются из падающих монстров, вырасти слишком высокими. Игровой персонаж, Марио, меняет местами стопки таким образом, чтобы падающие монстры уничтожались, соприкасаясь с соответствующими блоками.
Монстры, состоящие из различных врагов серии игр Mario, появляются в верхней части экрана и падают на каждую колонку, при приземлении превращаясь в блоки и создавая стопки, которые постепенно увеличиваются в высоту. Главная задача — не дать четырём стопкам вырасти слишком высоко, убирая блоки с поля; игра заканчивается, когда любая из стопок пересекает чёрную линию, проведённую через верхнюю часть игрового поля.
Чтобы убрать блок с вершины стопки, он должен соприкоснуться с падающим монстром, который соответствует ему. Например, если Гумба упадёт прямо на другой блок Гумбы, оба будут удалены с поля. Игрок управляет Марио, который находится под игровым полем и имеет возможность менять местами любые две соседние стопки за один раз. Таким образом, игроку необходимо менять местами стопки, чтобы монстры попадали в нужные места. За каждый уничтоженный набор монстров начисляются очки.
В дополнение к четырём различным типам монстров, также появляются две половинки яичной скорлупы Йоши. Нижняя половинка скорлупы ведёт себя как монстр: она исчезает при соприкосновении с другой нижней половинкой. Однако если падающая верхняя половинка соприкасается с нижней, они соединяются и из них вылупляется Йоши, зарабатывая игроку бонусные очки. Кроме того, если на нижней половине вырастет стопка монстров, а затем добавится верхняя половина, все монстры между половинками будут заключены и уничтожены. В зависимости от количества заключённых монстров будут вылупляться более крупные Йоши, что также увеличивает количество начисляемых бонусных очков. Если у падающей верхней половины нет нижней половины, к которой можно было бы присоединиться в стопке, она автоматически удаляется, и очки не начисляются.
Однопользовательский режим имеет две вариации: A-Type и B-Type. В режиме A-Type игра ведётся бесконечно, пока игрок не получит гейм овер. В режиме B-Type игрок проходит серию уровней, в которых ему необходимо полностью очистить игровое поле от всех блоков. По мере продвижения игрока растёт начальное количество блоков на игровом поле. В многопользовательском режиме второй игрок управляет Луиджи. Два игрока играют одновременно на отдельных игровых полях по традиционным правилам. Игрок выигрывает матч, убрав все блоки на поле или когда другой игрок получает гейм овер; первый игрок, выигравший три матча, побеждает в общем зачёте.

## Разработка
Игра Yoshi стала первым совместным проектом разработчика Game Freak и издателя Nintendo. Ранее Nintendo отклонила просьбу Game Freak об издании её первой игры, Mendel Palace для NES. После того как Game Freak начала работу над своим вторым проектом, Smart Ball для SNES, Nintendo предложила ей разработать Yoshi. Цунэкадзу Исихара, соратник соучредителя Game Freak Сатоси Тадзири, предложил компании разрабатывать небольшие игры, такие как Yoshi, чтобы обеспечить компании финансовую поддержку для воплощения в жизнь своего более масштабного проекта — ролевой игры серии Pokémon. Yoshi была разработана за шесть месяцев под руководством Тадзири. Кэн Сугимори разработал концепцию игрового процесса. Исихара и сотрудник Nintendo Сигэру Миямото выступили в качестве продюсеров. Тадзири рассказывал, что именно во время разработки Yoshi он узнал о «волновом» дизайне сложности игры, когда игроку представляют лёгкий этап сразу после сложного, чтобы дать ему возможность насладиться своим достижением. Дзюнъити Масуда написал музыку и звуковое сопровождение игры. Он заявил, что потратил много времени на программирование движения пунктов меню игры под музыку. Game Freak также хотела добавить реалистичный голос Йоши, но Nintendo не одобрила эту идею.

## Релиз
Версия Yoshi для NES была доступна для покупки в сервисе виртуальной консоли. Первый из них предназначен для Wii в 2007 году. Затем игра была переиздана 1 сентября 2011 года в качестве загружаемого названия на Nintendo 3DS, доступного только участникам программы Nintendo Ambassador. Yoshi был доступен для покупки в интернет-магазине Nintendo 22 августа 2012 года в Японии, 21 февраля 2013 года в Северной Америке и 2 мая 2013 года в Европе. Он также был выпущен для Wii U 12 июня 2013 года в рамках празднования 30-летия Famicom по цене 30 центов (12 июля 2013 года акция закончилась). 18 сентября 2018 года Yoshi была выпущена в новом сервисе онлайн-подписки NES от Nintendo Nintendo Switch Online.